# Geschiedenis van Nauru

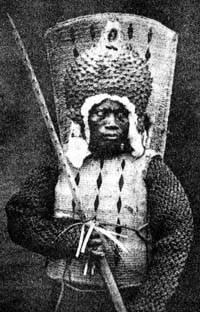
Een Nauru krijger in 1880

De geschiedenis van Nauru is onlosmakelijk verbonden met de winning van fosfaat. Aanvankelijk werd Nauru bewoond door Micronesische en Polynesische volkeren. In de late 19de eeuw werd Nauru geannexeerd door Duitsland en de extractie van fosfaat op het eiland begon in 1906. Na de Eerste Wereldoorlog werd het een door Australië, Nieuw-Zeeland en het Verenigd Koninkrijk beheerd mandaatgebied van de Volkenbond. Tijdens de Tweede Wereldoorlog werd het eiland vanaf 29 augustus 1942 bezet door Japan. In 1968 werd Nauru onafhankelijk.

## Vroegste geschiedenis

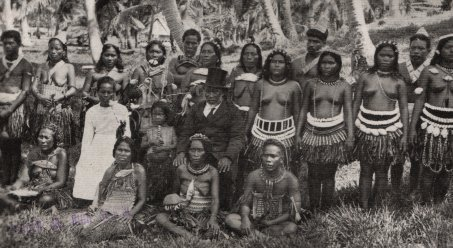
Koning Auweyida, koningin Eigamoiya en enkele onderdanen in 1890

Over de vroegste geschiedenis van Nauru is weinig bekend. Er wordt aangenomen dat de eerste bewoners van het eiland afkomstig waren van Micronesië, Polynesië en de Marshalleilanden. Niet iedereen is hiervan overtuigd, aangezien de taal van het eiland, het Nauru, geen gelijkenis vertoont met de taal van deze andere eilandnaties.
De traditionele gemeenschap van Nauru bestond uit 12 stammen. Twee daarvan stierven uit in de tweede helft van de 20ste eeuw. De Eamwitstam werd beschouwd als de belangrijkste stam van het eiland. Hiertoe behoorde ook de laatste koningin van Nauru. Elke stam had zijn eigen specifieke cultuur.

## Duits protectoraat

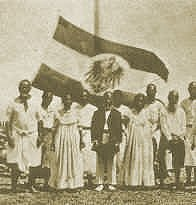
Duitse annexatie in 1888

In 1798 werd Nauru voor het eerst ontdekt door kapitein John Fearn en hij noemde zijn ontdekking Pleasant Island. Vanaf 1830 werd het eiland regelmatig bezocht door walvisvaarders die er hun voorraad insloegen. Er immigreerden Europeanen, die huwden met lokale vrouwen. Binnen 50 jaar begon de traditionele gemeenschap onder invloed van de Europeanen uit elkaar te vallen. Dit drama eindigde in 1878 met een burgeroorlog tussen de 12 stammen. Tijdens deze oorlog werd 40% van de bevolking van Nauru uitgeroeid.
Later werd Nauru toegewezen aan Duitsland (door de Brits-Duitse Conventie van Berlijn). In 1888 annexeerde Duitsland het eiland en hernoemden het Nauru. In 1899 werd Nauru opgenomen in het protectoraat Duits-Nieuw-Guinea en dit bleef zo tot de Eerste Wereldoorlog. Tussen 1887 en 1917 arriveerden er missionarissen vanuit Kiribati. Als gevolg van het werk van deze mensen gingen vele lokale tradities verloren.

## Fosfaat

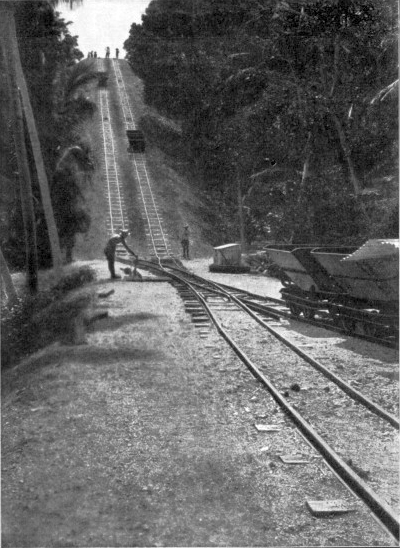
De fosfaatmijnspoorlijn in 1908

Vanaf de 19de eeuw begonnen Europeanen het westen van de Grote Oceaan af te zoeken naar het waardevolle fosfaat. Op de eilanden Peleliu en Angaur werden toen kleine voorraden teruggevonden. Men dacht echter dat er op Nauru niets te vinden was, tot Albert Ellis van de Pacific Islands Company in 1900 fosfaat van goede kwaliteit vond op Nauru en Kiribati.
De Pacific Islands Company, die later haar naam veranderde in Pacific Phosphate Company, verkreeg in 1901 het recht om de fosfaatvoorraden te exploiteren. Dankzij vele verdragen met de Britten konden de Duitsers hier mee van profiteren. Vanaf 1906 werd er fosfaat gewonnen.
Toen in 1914 de Eerste Wereldoorlog uitbrak deporteerden de Duitsers de Britten naar Ocean Island, waar de Britten doorgingen met winnen van fosfaat. In november 1914 kwam HMAS Melbourne naar Nauru en deporteerde alle 23 aanwezige Duitsers naar Australië en Australië bezette het eiland. De Britse bannelingen konden weer terugkeren naar Nauru en gingen meteen verder met het winnen van fosfaat. Aan het einde van de Eerste Wereldoorlog wees de Volkenbond Nauru als mandaatgebied toe aan Australië, Nieuw-Zeeland en het Verenigd Koninkrijk.

## Tweede Wereldoorlog

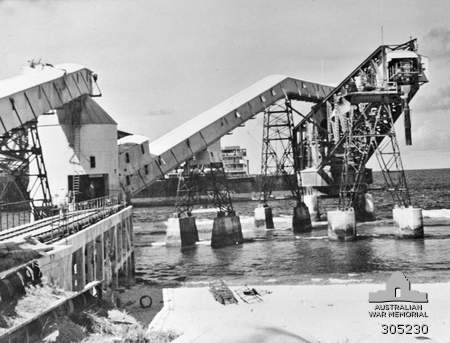
De fosfaatmijnen na de beschieting door de Duitse hulpkruiser Komet

Er werd een bevoegde Australiër aangesteld om het eiland te besturen, terwijl het Verenigd Koninkrijk en Nieuw-Zeeland een stem hielden in de “Board of Administrators”. De drie landen stichtten ook de British Phosphate Commission (BPC). Australië en het Verenigd Koninkrijk hadden elk recht op 42% van het aanwezige fosfaat en Nieuw-Zeeland had recht op de overige 16%.
Van 6 tot 8 december 1940 brachten de Duitse hulpkruisers Orion en Komet vijf geallieerde koopvaarders tot zinken voor de kust van Nauru. Drie weken later beschoot Komet  de fosfaatmijnen, die zwaar beschadigd werden. In 1942 werd Nauru door de Japanners aangevallen en op 24 augustus gaf men zich over en namen de Japanners Nauru in met Operatie RY. In 1943 deporteerden de Japanners 1200 Naureanen naar Truk, een eiland van Micronesië (het huidige Chuuk). De Japanners namen ook de fosfaatmijnen over, maar bombardementen van de Amerikanen weerhielden de Japanners ervan om fosfaat te winnen. Op 21 augustus 1945 gaven de Japanners zich uiteindelijk over en op 13 september 1945 overhandigde de Japanse bevelhebber Hisayuki Soeda zijn katana aan de Australische bevelhebber J. R. Stevenson aan boord van het Australische fregat HMAS Diamantina (K377). 3745 Japanners en Koreanen werden tussen 1 en 3 oktober 1945 met Australische schepen via Bougainville terug naar hun land gevoerd. In januari 1946 bracht het schip Trienza 737 Naureanen terug uit de kampen in Truk. De anderen waren gestorven van honger, ziekte en ontbering. Een Australisch oorlogstribunaal veroordeelde in mei 1946 te Rabaul de Japanse Luitenant Hiromi Nakayama ter dood omdat hij vijf Australiërs had laten executeren als vergelding voor een bombardement. Hij werd op 10 augustus opgehangen.

## Stichting van de onafhankelijke Republiek Nauru

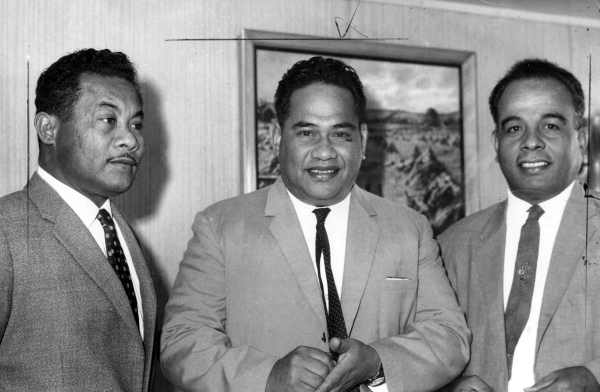
Raymond Gadabu (links) en Hammer DeRoburt (midden)

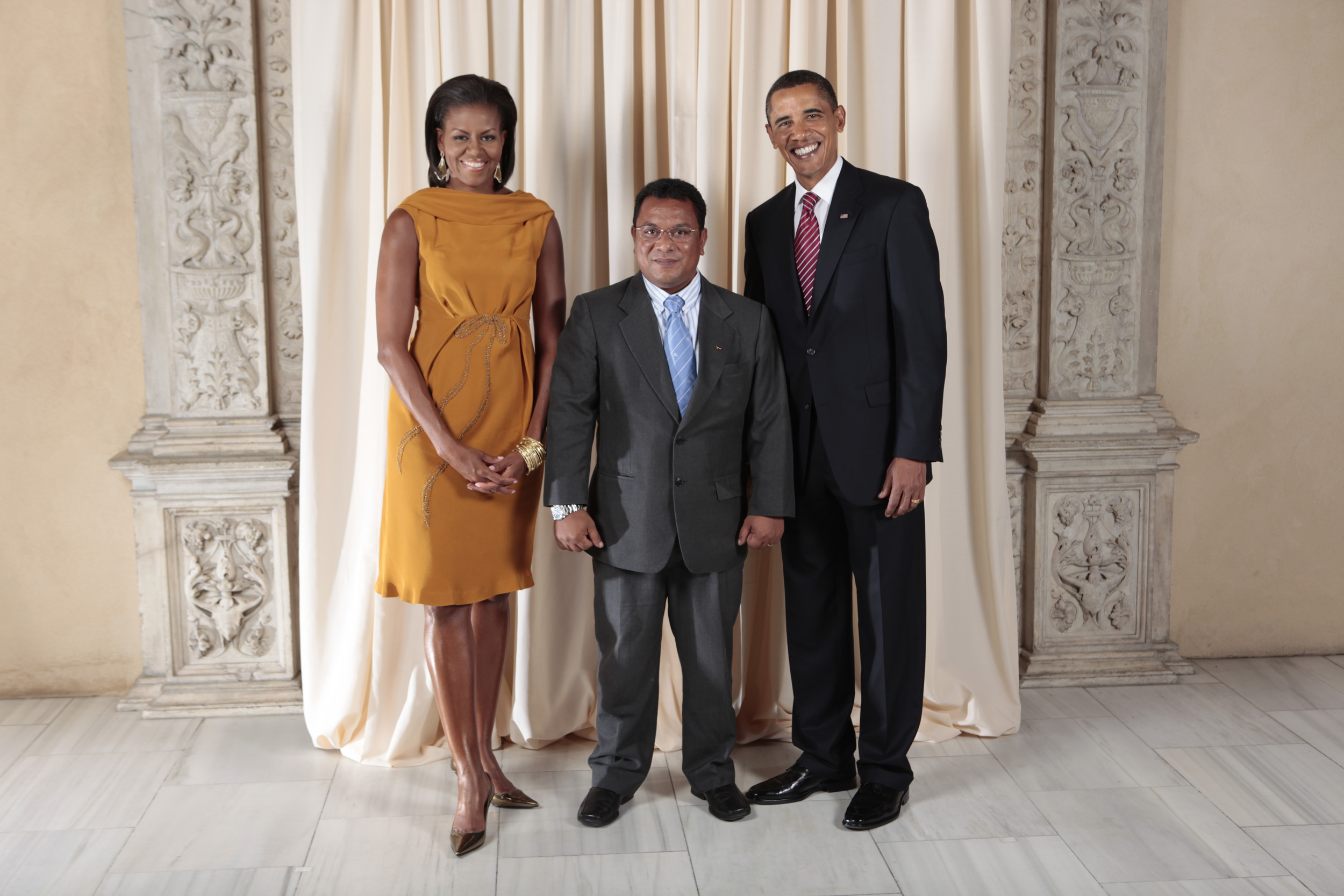
Marcus Stephen, van 2007 tot 2011 president van Nauru, met de Amerikaanse president Barack Obama en zijn echtgenote Michelle op een receptie te New York

Na de Tweede Wereldoorlog kwam Nauru onder beheer van de Verenigde Naties te liggen met Australië als besturende macht. De fosfaatmijnen werden terug in gebruik genomen en vanaf 1949 werkten ze weer. In de daaropvolgende jaren 50 nam de export van fosfaat toe.
In de 20e eeuw kende Nauru enkele lokale regeringsstructuren. Zij hadden echter niet veel bestuurlijke waarde, maar wisten toch een verlangen naar de onafhankelijkheid te ontwikkelen. In 1927 werd er op het eiland een Raad van Chiefs gevormd die in 1951 vervangen werd door de Nauru Local Government Council. Aangezien het einde van de fosfaatwinning naderde bereidde Australië zich voor om de lokale bevolking naar het Australische eiland Curtis Island te laten verhuizen. De Nauruanen waren hier echter niet van gediend en wilden onafhankelijkheid.
In 1965 werden er voor het eerst echte wetgevende en uitvoerende machten gevormd op Nauru. Uiteindelijk kwam Nauru in 1967, samen met Australië, Nieuw-Zeeland en het Verenigd koninkrijk overeen dat Nauru onafhankelijk werd. De Nauru Phosphate Commission kocht de rechten voor fosfaatwinning en in 1968 werd Nauru onafhankelijk. Sindsdien maakt Nauru deel uit van het Britse Gemenebest.
Vanaf de onafhankelijkheid werd de Nauruaanse politiek vooral gedomineerd door president Hammer DeRoburt. Ondanks de grote welvaart die de fosfaatindustrie met zich meebracht, is de natuur en het milieu van het eiland verwoest. De meeste bomen werden gekapt en het grootste deel van het eiland bestaat uit grijze koraaltoppen. Nauru achtte Australië verantwoordelijk voor deze vernieling en daarom sleepte het dit land in 1989 voor het Internationaal Gerechtshof in Den Haag. In 1993 volgde de uitspraak dat Australië meer dan 100 miljoen Australische dollar schadevergoeding aan Nauru moest betalen en ook was het verplicht om de Nauruanen hulp te bieden bij het herstellen van het milieu van het eiland. Ironisch genoeg bleef Nauru wel doorgaan met het winnen van fosfaat (welke nog steeds de hoofdoorzaak is van de verwoesting van hun eiland).
In 1995 werd president DeRoburt tijdens de parlements- en presidentsverkiezingen verslagen door Lagumot Harris, maar een jaar later werd hij opnieuw tot president verkozen. In 1997 was Kinza Klodimar president van Nauru.
In 1999 stond het parlement wantrouwig tegenover de toenmalige president Dowiyogo, naar aanleiding van een financiële crisis die in verband stond met de slinkende exportopbrengsten. Daarom werd Rene Harris als zijn opvolger gekozen. In november van dat jaar besloten internationale banken het betalingsverkeer met Nauru, Vanuatu en Palau te staken omwille van de verdenking van witwaspraktijken (die gesteund werden door bendes uit Rusland en Zuid-Amerika).
In september 2001 nam Nauru enkele honderden vluchtelingen op die op het Noorse schip Tampa en het Australische schip Manoora verbleven. Australië weigerde deze vluchtelingen op te nemen en daarom bood Nauru haar diensten hiervoor aan. In ruil voor deze opvang leverde Australië brandstof en generatoren aan het eiland en werd er eveneens een uitstaande schuld van Nauru aan Australië kwijtgescholden. De vluchtelingen waren afkomstig uit Afghanistan, Bangladesh en Irak en zouden vanaf 2004 beginnen terug te keren naar hun land van herkomst.
In 2002 brak een opstand uit onder de vluchtelingen die op Nauru zaten. Hierdoor viel de regering van Harris in 2003 en als gevolg hiervan werd hij dan ook afgezet. Hij zou er in 2004 opnieuw in slagen om president te worden, maar zijn regering viel al snel door een nieuwe motie van wantrouwen. Hij werd opgevolgd door Ludwig Scotty, die tot 2007 president was. Het presidentschap werd verder bekleed door Marcus Stephen (2007–2011), Frederick Pitscher (vijf dagen in 2011), Sprent Dabwido (2011–2013), Baron Waqa (2013-2019), Lionel Aingimea (2019–2022), Russ Kun (2022–2023) en David Adeang (sinds 2023). 
Geschiedenis van: Australië · Fiji · Kiribati · Marshalleilanden · Micronesia · Nauru · Nieuw-Zeeland · Palau · Papoea-Nieuw-Guinea · Salomonseilanden · Samoa · Tonga · Tuvalu · Vanuatu · Noordelijke Marianen · Guam · Amerikaans-Samoa · Cookeilanden · Frans Polynesië · Nieuw-Caledonië · Pitcairneilanden · Wallis en Futuna